# Board Game Arena

Lista de partidas en curso de un jugador en la aplicación Board Game Arena

Board Game Arena es un sitio web francés que permite jugar juegos de mesa con otras personas a través de la Web. Es de uso gratuito en todos sus juegos, aunque la apertura de partidas en algunos de ellos está restringida a las cuentas de pago, cuenta con más de diez millones de jugadores registrados de todo el mundo y está disponible en español, francés, inglés, alemán y otros idiomas. También hay aplicaciones disponibles para dispositivos móviles. 
El portal fue fundado en 2010 por Grégory Isabelli y Emmanuel Colin. En 2021, el editor de juegos francés Asmodee adquirió Board Game Arena.
El portal web Tabletopia y el juego de ordenador Tabletop Simulator (Berserk Games, 2015) siguen un concepto similar al Board Game Arena, pero, a diferencia de Board Game Arena, además de Los gráficos 2D se basan en gráficos 3D y simulación física. Board game world también es similar.

## Modelo de negocio
Board Game Arena utiliza un modelo Freemium. Para jugar, el usuario debe registrarse de forma gratuita. La membresía prémium se puede comprar por una tarifa anual o mensual. Se puede jugar a muchos juegos con o sin una cuenta prémium, pero algunos de los juegos modernos más populares están reservados para jugadores con cuentas prémium. Solo los miembros prémium pueden iniciarlos, pero los usuarios que no pagan también pueden jugar.
Según su propia información, Board Game Arena tiene más de diez millones de usuarios registrados y mostró un fuerte crecimiento, particularmente durante la pandemia de COVID-19. El número de jugadores creció un 600 % en 2020. Board Game Arena es uno de los principales proveedores de juegos de mesa digitales del mundo.

## Juegos
Board Game Arena ofrece más de 1.000 juegos diferentes. Muchos de ellos corresponden a versiones digitales de juegos de autores modernos, que también están disponibles en las tiendas. Estos también incluyen juegos con premios internacionales (por ejemplo, Spiel des Jahres, Deutscher Spielepreis o As d’Or). Además de los juegos modernos, también hay juegos clásicos para elegir. 
Básicamente, los juegos se pueden jugar en tiempo real o por turnos. El modo en tiempo real requiere que todos los jugadores jueguen al mismo tiempo, similar a jugar en la mesa; El juego por turnos permite el juego asíncrono, dando a los jugadores días u horas por turno y siendo notificados por correo electrónico y/o navegador web cuando sea su turno. Algunos juegos también se pueden jugar en solitario.

## Enlaces web
- Board Game Arena